# لوحة الرمزية

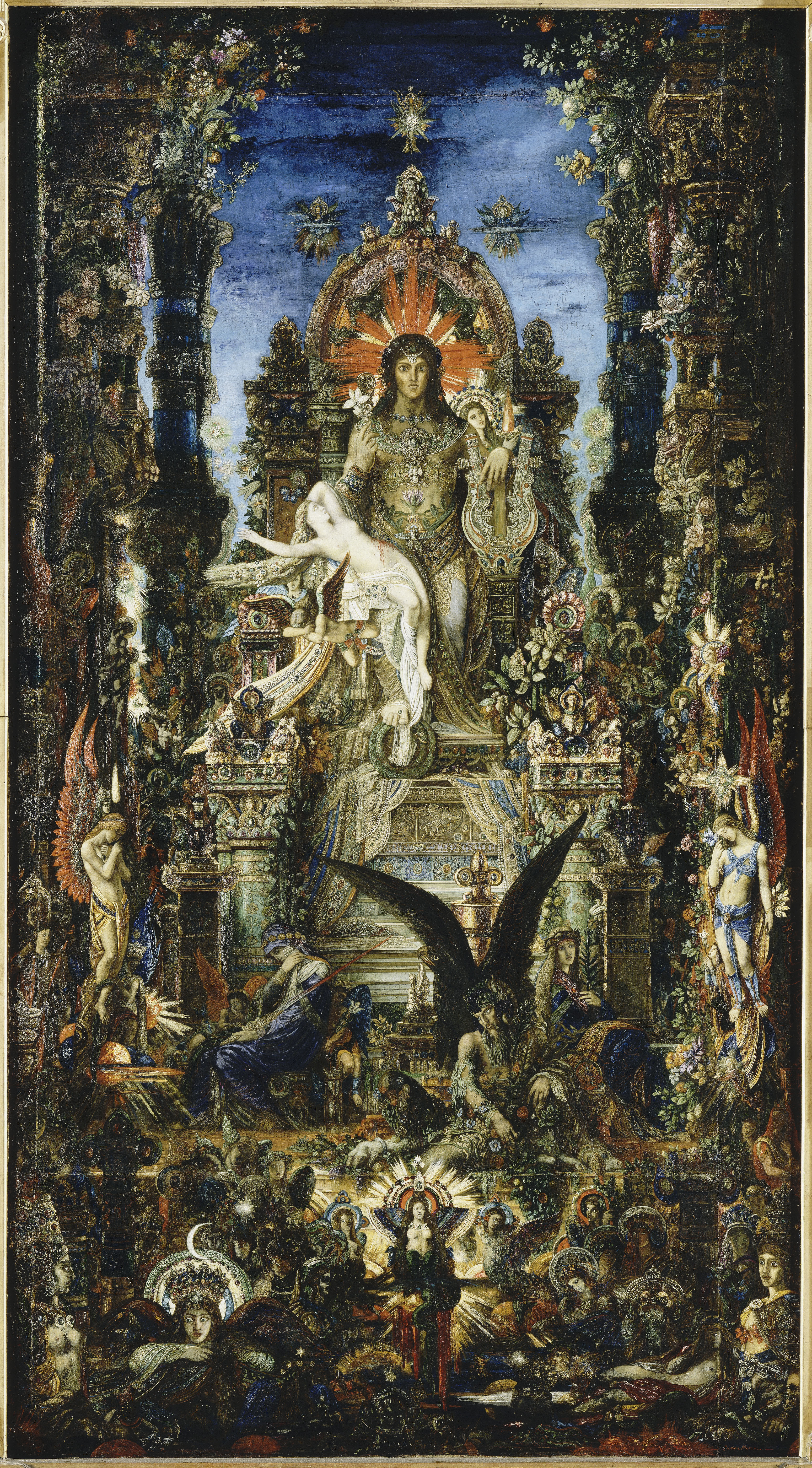
كوكب المشتري وسيميل(1895-18949)، بقلم غوستاف مورو، متحف غوستاف مورو، باريس

كانت اللوحة الرمزية إحدى المظاهر الفنية الرئيسية لحركة الرمزية وهي حركة ثقافية ظهرت في أواخر القرن التاسع عشر في فرنسا وتطورت في العديد من الدول الأوروبية. كانت بداية هذا الأسلوب في الشعر ويعود الفضل في ذلك بشكل خاص إلى الأثر الذي خلفه المجلد الشعري ورود الشر لتشارلز باوديلير في عام 1868، الذي ألهم بشكل كبير جيلًا من الشعراء الشباب بمن فيهم بول فيرلن وستيفان مالارمي وآرثر ريمباود. صيغ مصطلح «الرمزية» من قبل جين مورياز في بيان أدبي نشر في صحيفة لو فيجارو الفرنسية في عام 1886. انتقلت الاستخدامات الجمالية لمصطلح الرمزية من الشعر إلى فنون أخرى وبشكل خاص الرسم والنحت والموسيقى والمسرح. من الصعب تحديد التسلسل الزمني لهذا الأسلوب: تمتد الذروة بين عامي 1885 و1905، لكن وجدت مسبقًا أعمال تشير إلى الرمزية منذ ستينيات القرن التاسع عشر، بينما من الممكن تأكيد أن أوج هذا الأسلوب كان في بداية الحرب العالمية الأولى.
كانت الرمزية في الرسم أسلوبًا خياليًا حالمًا ظهر كردة فعل على أسلوب الطبيعية الخاص بالرسم الواقعي والتيارات الانطباعية، فالموضوعية والوصف التفصيلي للواقع يتعارضان مع الرؤية الذاتية وتجسيد الخفي واللامنطقي وكذلك مع التمثيل أو الإيحاء أو الاقتراح. مثلما هو الحال في الشعر حين يخدم إيقاع الكلمات إيصال معنى عميق، فإن الألوان والخطوط في الرسم تسعى كذلك إلى التعبير عن الأفكار. إن جميع الفنون في هذا الأسلوب مرتبطة ببعضها البعض وعلى ذلك فإن لوحة لريدون كانت تقارن أحيانًا بشعر باوديلير أو موسيقى ديبوسي.
ركز هذا الأسلوب بشكل خاص على عالم الأحلام والتصوف وكذلك على جوانب متعددة من الثقافة المعاكسة والثقافات الهامشية مثل الباطنية والشيطانية والإرهاب والموت والخطيئة والجنس والانحراف، بمعنى السحر الذي يملكه الفنانون بهذه الأشكال ذات الفتنة التي لا تقاوم. تجلى كل ذلك بما يتماشى مع الانحطاط، وهو تيار ثقافي انحلالي يركز بشكل أساسي على الجوانب الأكثر وجودية في الحياة ويتخذ التشاؤمية موقفًا حيًا بالإضافة إلى الانفلات وتمجيد اللاوعي. ارتبط تيار آخر بالرمزية وهو تيار الجمالية، كرد فعل على النفعية السائدة في ذلك الوقت وعلى القبح والمادية التي اتسم بها العصر الصناعي. على عكس ذلك، منح كل من الفن والجمال استقلاله الخاص المصنوع وفق صيغة ثيوفايل غوتيير «الفن لأجل الفن». ارتبط بعض الفنانين الرمزيين أيضًا بالمنظمات الباطنية والثيوصوفية مثل روزيكورشانز. وجد تنوع كبير من ناحية الأسلوب في الرسم الرمزي أشير إليه من خلال المقارنة بين الغرابة المترفة لغوستاف مورو والسكون الكئيب لبيير بوفيس دو شافان.

ارتبطت الرمزية التصويرية بحركات أخرى أقدم وأحدث: فتعتبر حركة ما قبل الرفائيلية سابقة لها، بينما ارتبطت في بداية القرن العشرين بالحركة التعبيرية ويعود الفضل في ذلك بشكل خاص إلى شخصيات فنية مثل إدفارد مانش وجيمس إنسور. من جهة أخرى تعتبر بعض المدارس أو المنظمات الفنية كمدرسة بونت-آفين أو جماعة نابيز رمزية الاتجاه أو مرتبطة بشكل مباشر بالرمزية. بالإمكان اعتبار أن أتباع الرمزية هم ورثة تيار الانطباعية الجديدة إلى حد ما. كانت تقنية الرسم بالتنقيط أول ما انشق عن تيار الطبيعية الانطباعية. من جهة أخرى، مارس الفنان ما بعد الانطباعي بول غوغين تأثيرًا قويًا على بدايات الرمزية بفضل صلاته مع مدرسة بونت-آفين وأسلوب ما بعد الانطباعية. ارتبط هذا التيار أيضًا بأسلوب الحداثة الذي عرف بالعديد من الأسماء حسب البلد السائد فيه، فدعي بالفن الجديد في فرنسا وبالأسلوب المعاصر في المملكة المتحدة وبالفن الحديث في ألمانيا وبالانفصالي في النمسا أو بالتحرري في إيطاليا.

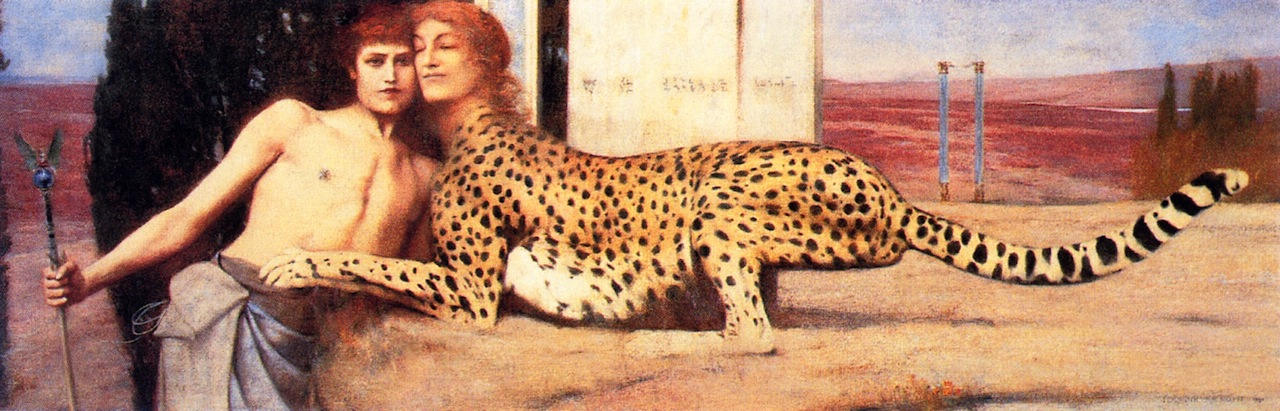
فن(المداعبة أو أبو الهول)(1896)، بقلم فرناند خنوبف، المتاحف الملكية للفنون الجميلة في بلجيكا، بروكسل

## خصائص عامة
برزت الرمزية كرد فعل على الميول المتعددة المرتبطة بالواقعية في مجال الثقافة خلال القرن التاسع عشر. قادت عوامل عديدة كالتقدم العلمي منذ عصر النهضة – الذي أدى بدوره في هذا القرن إلى نشوء المذهب الوضعي العلمي وتطور الصناعة والتجارة التي نشأت في الأصل مع قيام الثورة الرأسمالية والصناعية وتفضيل البرجوازيين للنزعة الطبيعية الثقافية وقيام الاشتراكية وميلها إلى المادية الفلسفية، إلى تفضيل واضح للواقعية الفنية طوال القرن وهذا ما كان واضحًا في حركات عديدة مثل الرسم الواقعي والانطباعية. على عكس ذلك، أبدى الشعراء أولًا ومن ثم الفنانين طريقة جديدة في فهم الحياة وهي طريقة أكثر ذاتية وروحانية تمثل انعكاسًا لعذاباتهم الوجودية في زمن فقدت فيه القيم الأخلاقية والدينية، لذلك دخلوا في عملية بحث عن لغة جديدة وصنف جديد من القيم يترجم عالمهم الداخلي بما فيه من معتقدات وعواطف ومخاوف وتطلعات. عبر جوهانس دوبي: «يميل الفن الرمزي إلى تعميم تجربة العالم من خلال الصور والكائن بفرديته أو بالأحرى من خلال اللاوعي».
كانت الرمزية حركة انتقائية جمعت عددًا من الفنانين تربطهم مخاوف وأحاسيس واحدة، ويمكن اعتبارها خليط من الأساليب مجتمعة مع بعضها البعض بسلسلة من العوامل المشتركة كالأفكار وطرق فهم الحياة والفن والتأثيرات الموسيقية والأدبية ومعارضة الواقعية والوضعية العلمية أكثر من كونها مجرد أسلوب متجانس. حملت هذه الحركة أحيانًا بعض التناقضات تمثلت بالمزج بين الرغبة في الحداثة ومقاطعة التقاليد مع الحنين إلى الماضي، كذلك جمعت بين قبح مذهب الانحلال وروعة مذهب الجمالية وبين المنطق والجنون. هنالك تداخل أيضًا بين أساليب مختلفة وجدت في نفس الفترة: الانطباعية الجديدة وما بعد الانطباعية والحداثة والرمزية والتأليفية والعبقرية بالإضافة إلى الفنون البلاستيكية: الرسم والنحت والرسم التوضيحي والفنون الزخرفية ومن بينها أيضًا الشعر والمسرح والموسيقى.
وجد التأريخ الفني أنه من الصعب تحديد مؤشرات نمطية مشتركة للرمزية. لفترة زمنية معينة اعتبر أي عمل فني ذو محتوى حالم أو بعد فلسفي وينتمي إلى النصف الثاني من القرن التاسع عشر من النمط الرمزي. أخيرًا اعتبر هذا الأسلوب تيارًا ثقافيًا واسعًا يغطي فترة زمنية تمتد منذ أواخر القرن التاسع عشر وحتى بدايات القرن العشرين، تطور في أوروبا بما في ذلك روسيا مع ذاكرة له في الولايات المتحدة. يمكننا القول إن هذا التيار جمع بشكل كامل أو جزئي أساليب متنوعة متجانسة مع بعضها البعض مثل الحركة الإنجليزية ما قبل الرفائيلية وجماعة نابيز الفرنسية، كذلك الحداثة الموجودة على سبيل المثال في أعمال غوستاف كليمت أو حتى التعبيرية الأولية المحسوسة في أعمال إدفارد مونش. بالنسبة لفيليب جوليان: «لم يكن هنالك مدرسة تدرس الرسم الرمزي، بل كان هنالك ذوقًا رمزيًا».
إن الرمزية تمجد الذاتية والتجربة الداخلية. قالت إيمي ديمبسي: «الفنانون الرمزيون هم أول من صرحوا بأن الهدف الأساسي للفن هو مخاطبة الحالة المزاجية والعاطفة أكثر من مخاطبته للمظاهر المادية المحسوسة».مجّد الرمزية الذاتية، التجربة الداخلية. وفقاً لإيمي ديمبسي «كان الرمزيون أول من أعلن أن الهدف الحقيقي للفن هو العالم الداخلي للمزاج والعاطفة، وليس العالم الموضوعي للمظاهر الخارجية». تحقيقاً لهذه الغاية، استخدموا الرمز كوسيلة للتعبير عن مشاعرهم، التي اتخذت شكل صور ذات محتوى شخصي لاعقلاني قوي، حيث تسود الأحلام والرؤى والعوالم الرائعة التي أعاد الفنان إنشاءها، مع ميل معين نحو الإثارة الجنسية المرضية والمنحرفة والشعور بالوحدة والألم الوجودي.
في هذا النمط يكون الرمز «عامل اتصال مع الغموض» مما يسمح بالتعبير عن الحدس الخفي والعمليات العقلية بطريقة تكون غير ممكنة في الوسائل التعبيرية التقليدية. يجعل الرمز الغموض والمخفي الذي لا يمكن وصفه واضحاً، يمجّد الفن الرمزي الفكرة الذاتية الكامنة، إنه تجسيد الطابع الخارجي على ذات الفنان، وبالتالي الاهتمام بالمفاهيم غير الملموسة والدين والأساطير والخيال والأسطورة فضلاً عن الارتباط والتنجيم وحتى الشيطانية وفقاً للناقد روجر ماركس، سعى الفنانون إلى إعطاء شكل للحلم.
يُدافع عن الحيلة، ضد الطبيعة وضد الحديث البدائي وضد الهدف الذاتي وضد العقلانية والّلاعقلانية وضد النظام الاجتماعي التهميشي وضد الوعي الخفي والغامض. لم يعد الفنان يعيد خلق الطبيعة، بل يبني عالمه الخاص، ويحرر نفسك بشكل معبر وإبداعي.